# Наукова транслітерація кирилиці
Наукова транслітерація (англ. Scientific transliteration; в англійські мові відома також як academic, linguistic, international або scholarly) — міжнародна система транслітерації текстів з кирилиці на латиницю (романізація). Цю систему здебільшого використовують у мовознавчих публікаціях про слов'янські мови.

## Подробиці
Наукова система транслітерації є такою ж фонетичною, як і правопис транслітерованих мов (тобто одному звукові відповідає одна буква). Винятки стосуються щ, яка позначає два звуки (шч), та џ (дж), яку системі не вдається передати однією буквою. Ця система базується на гаєвиці — латинському алфавіті, створеному на базі чеського правопису, який використовують у сербо-хорватських мовах і в якому кожна літера відповідає певній літері в кирилиці. Систему кодифіковано в 1898 році в Прусських інструкціях (нім. Preußische Instruktionen, PI) для бібліотек. Її також можна використовувати для романізації глаголичного алфавіту (давнього виду слов'янського письма, спорідненого з кирилицею).
Наукову транслітерацію часто використовують як фонетичну абетку. Також вона стала основою одного з варіантів української латинки (головна відмінність — це вживання j, а не апострофа на позначення м'якого знаку).
Наукова транслітерація стала основою для стандарту транслітерації ISO 9. Тоді як мовознавча транслітерація певною мірою намагається зберегти вимову транслітерованої мови, нойновіша версія стандарту ISO (ISO 9:1995) відійшла від цієї концепції, присутньої ще у версії ISO/R 9:1968, і зараз робить акцент на побуквенній передачі кирилиці (тобто кожній кириличній літері відповідає конкретна латинська літера, що уможливлює зворотню транслітерацію з латиниці на кирилицю).
Радянська система романізації ГОСТ 16876-71 також ґрунтувалася на науковій транслітерації, але мала кілька відмінностей, зокрема на місці кириличної х у російській використовувала латинську h, а на місці щ — ssh і sth. Натомість більшість країн, що використовують кирилицю, адаптували ГОСТ 7.79, який не ідентичний до ISO 9, але схожий на нього.
Для відображення всіх необхідних діакритиків на комп'ютері потрібне кодування Unicode, Latin-2, Latin-4 або Latin-7.

## Таблиця
| Кирилиця | Церковно- слов'янська | Болгарська** | Російська | Білоруська | Українська | Сербська | Македонська | ISO 9 |
| -------- | --------------------- | ------------ | --------- | ---------- | ---------- | -------- | ----------- | ----- |
| А а      | a                     | a            | a         | a          | a          | a        | a           | a     |
| Б б      | b                     | b            | b         | b          | b          | b        | b           | b     |
| В в      | v                     | v            | v         | v          | v          | v        | v           | v     |
| Г г      | g                     | g            | g         | h          | h          | g        | g           | g     |
| Ґ ґ      |                       |              |           | g*         | g          |          |             | g̀     |
| Д д      | d                     | d            | d         | d          | d          | d        | d           | d     |
| Ѓ ѓ      |                       |              |           |            |            |          | ǵ           | ǵ     |
| Ђ ђ      |                       |              |           |            |            | đ (dj)   |             | đ     |
| Е е      |                       | e            | e         | e          | e          | e        | e           | e     |
| Ё ё      |                       |              | ë         | ë          | jo*        |          |             | ë     |
| Є є      | e                     |              |           |            | je         |          |             | ê     |
| Ж ж      | ž                     | ž            | ž         | ž          | ž          | ž        | ž           | ž     |
| З з      | z                     | z            | z         | z          | z          | z        | z           | z     |
| Ѕ ѕ      | dz                    |              |           |            |            |          | dz          | ẑ     |
| И и      | i                     | i            | i         |            | y          | i        | i           | i     |
| I і      | i                     |              | i*        | i          | i          |          |             | ì     |
| Ї ї      | i                     |              |           |            | ji         |          |             | ï     |
| Й й      |                       | j            | j         | j          | j          |          |             | j     |
| Ј ј      |                       |              |           |            |            | j        | j           | ǰ     |
| К к      | k                     | k            | k         | k          | k          | k        | k           | k     |
| Л л      | l                     | l            | l         | l          | l          | l        | l           | l     |
| Љ љ      |                       |              |           |            |            | lj (ļ)   | lj          | l̂     |
| М м      | m                     | m            | m         | m          | m          | m        | m           | m     |
| Н н      | n                     | n            | n         | n          | n          | n        | n           | n     |
| Њ њ      |                       |              |           |            |            | nj (ń)   | nj          | n̂     |
| О о      | o                     | o            | o         | o          | o          | o        | o           | o     |
| П п      | p                     | p            | p         | p          | p          | p        | p           | p     |
| Р р      | r                     | r            | r         | r          | r          | r        | r           | r     |
| С с      | s                     | s            | s         | s          | s          | s        | s           | s     |
| Т т      | t                     | t            | t         | t          | t          | t        | t           | t     |
| Ќ ќ      |                       |              |           |            |            |          | ḱ           | ḱ     |
| Ћ ћ      | ǵ                     |              |           |            |            | ć        |             | ć     |
| У у      |                       | u            | u         | u          | u          | u        | u           | u     |
| ОУ оу    | u                     |              |           |            |            |          |             |       |
| Ў ў      |                       |              |           | ŭ (w)      | w*         |          |             | ŭ     |
| Ф ф      | f                     | f            | f         | f          | f          | f        | f           | f     |
| Х х      | x                     | h            | x         | x          | x          | h        | h           | h     |
| Ц ц      | c                     | c            | c         | c          | c          | c        | c           | c     |
| Ч ч      | č                     | č            | č         | č          | č          | č        | č           | č     |
| Џ џ      |                       |              |           |            |            | dž (ģ)   | dž          | d̂     |
| Ш ш      | š                     | š            | š         | š          | š          | š        | š           | š     |
| Щ щ      | šč (št)               | št           | šč        |            | šč         |          |             | ŝ     |
| Ъ ъ      | ъ (ǔ)                 | ǎ            | ʺ         |            |            |          |             | ʺ     |
| Ы ы      | y (ū)                 |              | y         | y          | y*         |          |             | y     |
| Ь ь      | ь (ǐ)                 | j            | ʹ         | ʹ          | ʹ          |          |             | ʹ     |
| Ѣ ѣ      | ě                     |              | ě*        | ě*         | ě*         |          |             | ě     |
| Э э      |                       |              | è         | è          |            |          |             | è     |
| Ю ю      | ju                    | ju           | ju        | ju         | ju         |          |             | û     |
| Я я      |                       | ja           | ja        | ja         | ja         |          |             | â     |
| ’        |                       |              |           | –          | –          |          |             | ’     |
| Ѡ ѡ      | o, ô                  |              |           |            |            |          |             |       |
| Ѧ ѧ      | ę                     |              |           |            |            |          |             |       |
| Ѩ ѩ      | ję                    |              |           |            |            |          |             |       |
| Ѫ ѫ      | ǫ                     |              |           |            |            |          |             | ǎ     |
| Ѭ ѭ      | jǫ                    |              |           |            |            |          |             |       |
| Ѯ ѯ      | ks                    |              |           |            |            |          |             |       |
| Ѱ ѱ      | ps                    |              |           |            |            |          |             |       |
| Ѳ ѳ      | th (θ)                |              | f*        | f*         | f*         |          |             | f̀     |
| Ѵ ѵ      | ü                     |              | (i*)      | (i*)       | (i*)       |          |             | ỳ     |
| Ѥ ѥ      | je                    |              |           |            |            |          |             |       |
| Ꙗ ꙗ      | ja                    |              |           |            |            |          |             |       |

| *  | Архаїчні літери. |
| () | Літери в дужках є старими або альтернативними версіями транслітерації.                                                                                          |
| ** | Більше не діє в Болгарії; її замінила офіційна спрощена система, обов'язкова в країні з 2009 року; 2012 року її прийняла ООН, а в 2013 — США і Велика Британія. |

Український та білоруський апострофи не транскрибують. Давньокириличну літеру коппу (Ҁ, ҁ) використовували тільки для передачі грецьких слів та чисел, тому її випущено.